# Torre de la Font del Moro
La Torre de la Font del Moro és una obra de Tortosa declarada Bé Cultural d'Interès Nacional.

## Descripció
Es coneix per referències bibliogràfiques. Les seves possibles restes se situarien a l'entorn de la Font del Moro.